# Аттична комедія
Аттична комедія — давньогрецький драматичний жанр, за допомогою якого в гостросатиричній, дотепній формі висміювалися людські пороки. Назву отримав від Аттики, осереддям якої були Афіни. 
Комедія, друга галузь грецької драми, отримала в Афінах офіційне визнання значно пізніше, ніж трагедія. Змагання «комедійних хорів» були встановлені на "Великих Діонісіях» тільки близько 488 - 486 рр.., На Ленеях ще пізніше . Тогочасна літературна критика розрізняла три різновиди аттичної комедії, сприйняті пізнішим європейським літературознавством:
- давній (486–404 до н. е., від Великих Діонісій до поразки Афін у Пелопоннеській війні);
- середній (404–336 або 323 до н. е., тобто до початку походів Олександра Македонського або до року його смерті);
- новий, розквіт якого припадає на останню чверть IV — перші десятиліття III ст. до н. е.